# 根岸愛
根岸愛（1992年9月27日—），為日本女子偶像團體PASSPO☆的成員之一，擔任隊長。埼玉縣出身。隸屬於PLATINUM PASSPORT事務所。

## 歷史
高中時期被PLATINUM PASSPORT發掘進入了演藝圈。當時並沒有想過要成爲偶像，但在周圍人的勸說下，於2009年6月成爲了PASSPO☆的白負責人。
2013年4月發行了1st寫真集《Nobody Knows》。另外，從同月到2013年9月，節目《根安愛的勁道機內廣播(*´ω｀*)》正式在HBC廣播中播出。從2014年4月開始，同一電視臺播放了「PASSPO☆聶基西愛的機內廣播(*´ω｀*)2014篇」。
2019年4月在fanicon開設粉絲社群網站「根岸愛心城堡」。起初是「根岸愛之城」，但經過社群內部討論，最終決定將社群名稱定爲「根岸愛之城」，粉絲稱呼定爲「西根愛之城（西根愛之城）」，簡稱「西根愛之城」。
2019年7月20日在幕張展覽館舉行的「D4DJ 1st LIVE」上，宣布將飾演D4DJ的松山大利亞（所屬小分隊爲Merm4id）。

## 軼事
- 日菲混血。
- 據悉，根岸愛喜歡遊戲，本人也自稱是「遊戲迷」；2013年10月播出的原創卡片遊戲特別節目《透波乱波》中通過了預選賽，在日本TV系列播出的決賽中也獲得了勝利，贏得了冠軍。
- 遊戲類型中喜歡RPG、動作RPG，其中特別喜歡的是《傳奇系列》。據說，喜歡該系列的契機是，在旁邊看着大四的哥哥遊玩《交響曲傳奇》。
- 2015年出演了使用日本將棋遊戲App的對局節目《将棋ウォーズカップ〜芸能界最強決定戦》（BS富士）；在收到節目報價之前，根岸愛連將棋的規則都不知道，但之後反復進行對局，能力也有所上升。她還出演了2016年的「朝日新聞社杯第２期将棋ウォーズ棋神戦」（CS 朝日電視台第二頻道）、「四神棋」（BS富士）等將棋相關節目。
- 本人作爲主演登場的節奏遊戲D4DJ Groovy Mix也具有驚人的實力，曾在推特上傳高難度歌曲的CLEAR影片，甚至用大拇指完成了「High tension BPM」的Great Full Combo。

## 演出作品

### 出演節目
以PASSPO☆成員身分出演的請參考PASSPO☆頁面

### 廣播
- 《根岸愛のもちもち機内放送(*´ω｀*) 》（HBCラジオ）

## 書籍

### 寫真集
- 根岸愛1st 寫真集-Nobody Knows（2013-04-01、東京 News 通信社）ISBN 978-4863363137

## 外部連結
- PASSPO官方資料頁
- 根岸愛官方部落格 （页面存档备份，存于）
- 根岸愛官方推特 （页面存档备份，存于）